# Arada (Honduras)
Pour les articles homonymes, voir Arada.
Arada est une municipalité du Honduras, située dans le département de Santa Bárbara. La municipalité comprend 14 villages et 42 hameaux. Elle est fondée en 1900.

## Source de la traduction
- (en) Cet article est partiellement ou en totalité issu de l’article de Wikipédia en anglais intitulé « Arada, Honduras » (voir la liste des auteurs).